# São Salvador de Viveiro
São Salvador de Viveiro is een plaats (freguesia) in de Portugese gemeente Boticas en telt 345 inwoners (2001).